# Aetos III.
Aetos III. (altgriechisch Ἀετός), Sohn des Aetos, war ein griechischer Beamter im Dienst der ägyptischen Könige aus der Ptolemäerdynastie während des 3. und 2. vorchristlichen Jahrhunderts.
Er war möglicherweise ein Sohn, aber noch viel eher ein Enkel des Strategen und Priesters Aetos. Der Aetos, welcher zwischen den Jahren 245 und 242 v. Chr. als Befehlshaber einer thrakischen Söldnerabteilung genannt wurde, dürfte genealogisch zwischen ihnen gestanden haben. Aetos III. wurde im Jahr 203/202 v. Chr. im Amt des strategos von Kilikien genannt und war damit wohl der Amtsnachfolger seines Onkels Thraseas. Nachdem seine Cousins Ptolemaios, Apollonios und Thraseas um das Jahr 202/201 v. Chr. auf die Seite der mit den Ptolemäern verfeindeten Seleukiden übergewechselt waren, verlor Aetos sein Amt.
Allerdings gewann er die Gunst des Königs Ptolemaios V. zurück und wurde in das eponyme Priesteramt des zum Gott erhobenen Alexanders und der Ptolemäerkönige (Ptolemäischer Alexanderkult) eingesetzt. Als solcher wurde er im neunten Regierungsjahr des Königs (197/196 v. Chr.) auf dem 1799 entdeckten Stein von Rosette genannt. Sein vollständiger Titel lautete: Priester des Alexandros, der Theoi Soteres, der Theoi Adelphoi, der Theoi Euergetai, der Theoi Philopatores und des Theos Epiphanes Eucharistos.